# Potrubowszczyzna
Potrubowszczyzna [pɔtrubɔfʂˈt͡ʂɨzna] est un village polonais de la gmina de Sidra dans le powiat de Sokółka et dans la voïvodie de Podlachie. Il se situe à environ 4 kilomètres au nord-est de Sidra, à 20 kilomètres au nord de Sokółka et à 55 kilomètres au nord de Białystok. 